# 윌리엄 셰익스피어
윌리엄 셰익스피어(영어: William Shakespeare, 문화어: 윌리암 쉑스피어, 1564년 4월 26일~1616년 4월 23일)는 잉글랜드의 극작가이자 시인이다. 잉글랜드의 유복한 집안에서 태어나 런던으로 이주하고서 본격 작품 활동을 시작하여 일약 명성을 얻었고, 생전에 '영국 최고의 극작가' 지위에 올랐다. 《로미오와 줄리엣》, 《햄릿》처럼 인간 내면을 통찰한 걸작을 남겼으며, 그 희곡은 인류의 고전으로 남아 수백 년이 지난 지금도 널리 읽히고 있다. 당대 여타 작가와 다르게 대학 교육을 받지 못하였음에도 자연 그 자체에서 깊은 생각과 뛰어난 지식을 모은 셰익스피어는 당대 최고의 희곡 작가로 칭송받는다.

## 생애
그의 생애에 대한 자료는 불충분하여 추측과 빈약한 기록으로만 얼추 헤아려 볼 수 있다.

### 유년기

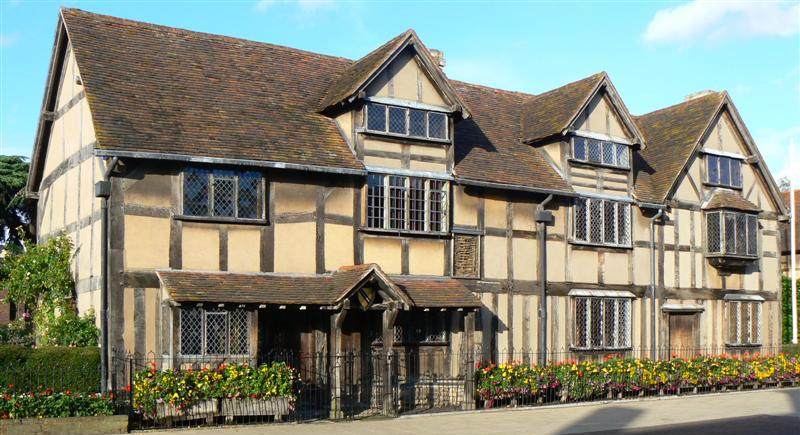
스트랫퍼드어폰에이번에 있는 존 셰익스피어의 집, 셰익스피어가 태어난 곳이라고 알려져 있다.

셰익스피어는 잉글랜드 중부의 전형적인 소읍 스트랫퍼드어폰에이번에 있는 작은 마을 스트랫퍼드에서 존 아든과 메리 아든 부부의 맏아들로, 8남매 중 셋째로 태어났다. 아버지 존 셰익스피어는 비교적 부유한 상인으로 피혁가공업과 중농(中農)을 겸한 데다가 읍장까지 지낸 유지로, 당시의 사회적 신분으로서는 중산층에 속해 있었기 때문에 셰익스피어는 풍족한 소년 시절을 보냈다. 그러나 1577년경부터 가세가 기울어 학업을 중단했고 집안일을 도울 수밖에 없었다고 한다.
셰익스피어는 주로 성서와 고전을 통해 읽기와 쓰기를 배웠고, 라틴어 격언도 암송하곤 했다. 11세에 입학한 문법학교에서는 문법, 논리학, 수사학, 문학 등을 배웠는데, 특히 성서와 더불어 오비디우스의 《변신 이야기》은 셰익스피어에게 상상력의 원천이 되었다. 그리스어를 배우기도 하였지만 그리 유창하지 않았다. 동시대 극작가 벤 존슨은 “라틴어에도 그만이고 그리스어는 더욱 말할 것이 없다."라고 하면서 셰익스피어를 조롱하기도 하였다. 이 당시에 대학에서 교육받은 학식 있는 작가들을 ‘대학재사’라고 불렀는데, 셰익스피어는 이들과는 달리 고등 교육을 전혀 받지 못하였다. 그럼에도 불구하고 그의 타고난 언어 구사 능력과 무대 예술에 대한 천부적인 감각, 다양한 경험, 인간에 대한 심오한 통찰력은 그를 위대한 작가로 만드는 데 부족함이 없었다.

### 결혼
셰익스피어는 18세에 여덟 살 연상인 앤 해서웨이와 결혼했다. 우스터의 성공회관구 교회 법정은 1582년 11월 27일에 혼인 허가를 내주었고, 해서웨이의 두 이웃은 결혼 막을 아무런 장애 요인이 없음을 보증하는 보증서를 다음 날 보냈다. 두 사람은 1583년 5월 23일에 딸 수재나(Susanna)를 낳았다.셰익스피어가 연상인 아내를 그리 사랑한 것 같지 않다. 셰익스피어는 모종의 이유로 1585년에 햄닛(Hamnet)(1585~1596)과 주디스(Judith)라는 쌍둥이가 태어난 후 곧장 고향을 떠나 7~8년간 떠돌아다닌다. 이 유랑기 행적은 명확하게 밝혀지지 않았다.

### 런던과 극작 활동
1580년대 후반, 또는 1590년경 수도 런던에 도착한 셰익스피어는 눈부시게 변한 런던 모습에 매료되었다. 엘리자베스 여왕(1558∼1603)이 통치하던 시기 런던은 농촌 인구가 유입되어 몹시 붐비고 활기 넘치는 도시였다. 인구가 급격히 팽창하여 도시는 지저분해지고 수많은 문제가 발생했지만, 북적거리는 런던 사람과 경제 활동, 각양각색 문화 활동과 행사, 특히 대중 여흥을 위해 빈번히 열린 연극은 셰익스피어가 성장하는 데 기반이 되었다.
셰익스피어가 작품 활동을 시작한 시기는 정확히 알려진 게 없다. 동시대 극작가 로버트 그린 기록을 보면, 셰익스피어는 적어도 1592년 런던에서 유명한 극작가였음을 짐작할 수 있다. 그린은 '대학도 안 나온 주제에' 품격 떨어지는 연극을 양산하고 있다며 셰익스피어를 비난하였다. 셰익스피어는 1594년부터 당시 런던 연극계 양대산맥 가운데 하나인 궁내부장관 극단 전속 극작가가 되었다.
1599년 템스강 남쪽에 글로브 극장을 신축한 궁내부장관 극단은 1603년 엘리자베스 1세가 승하하고 제임스 1세가 즉위하자 국왕 극단으로 이름을 바꾸었다. 셰익스피어는 이 극단에서 조연급 배우로도 활동했으나 극작에 더 주력하였다. 그리고 이 기간을 전후해서 시인으로서 재능도 과시하여 《비너스와 아도니스》(1593)와 《루크리스》(1594) 등 장시(長詩) 두 편을 발표하기도 하였다.
셰익스피어가 극작가로서 활동한 기간은 1590년~1613년까지 대략 24년으로 볼 수 있는데, 이때 희·비극 포함하여 총 38편을 발표하였다. 1590년대 초반에 셰익스피어가 집필한 《타이터스 안드로니커스》, 《헨리 6세》, 《리처드 3세》 등 런던 무대에서 상연했다. 특히 《헨리 6세》는 선풍적인 인기를 끌었다. 악의에 찬 비난도 없지 않았지만, 시간이 지날수록 '대학도 안 나온 작가' 셰익스피어 작품 유명세는 날로 높아져만 갔다. 1623년 벤 존슨은 그리스와 로마 극작가와 견줄 사람은 오직 셰익스피어뿐이라고 호평하며, 그는 “어느 한 시대 사람이 아니라, 모든 시대 사람”이라고 극찬했다. 1668년 존 드라이든은 “가장 크고 포괄적인 영혼”이라고 셰익스피어에게 찬사를 보냈다. 셰익스피어는 1590년에서 1613년에 이르기까지 비극(로마극 포함) 10편, 희극 17편, 사극 10편, 장시 몇 편과 시집 《소네트》를 집필하였고, 대부분 작품이 살아생전 인기를 누렸다. 이 시기 셰익스피어 명성을 짐작케 하는 말로는 엘리자베스가 남긴 어록이 꼽힌다. "잉글랜드는 넘길 수 있어도 셰익스피어는 못 넘긴다."

### 말년과 죽음
셰익스피어에 대한 첫 전기를 출간한 작가 니컬러스 로(Nicholas Rowe)는 셰익스피어가 죽기 몇 년 전 고향인 스트랫퍼드로 돌아왔다는 소식을 전했다.(1610) 그러나 당시에 모든 작품 활동을 그만두고 은퇴하는 일은 보기 드문 경우였고, 말년에도 셰익스피어는 런던을 계속 방문하였다. 1612년에는 마운트조이의 딸 메리의 혼인 신고와 관련하여 법정에 증인으로 출석할 것을 요구받았다. 1613년 3월에는 과거에 런던 블랙프라이어스 소 수도원 이었던 문루(gatehouse)를 사들였다. 1614년 11월에는 내과 의사이자 사위인 존 홀과 함께 몇 주간 런던에서 지냈다.

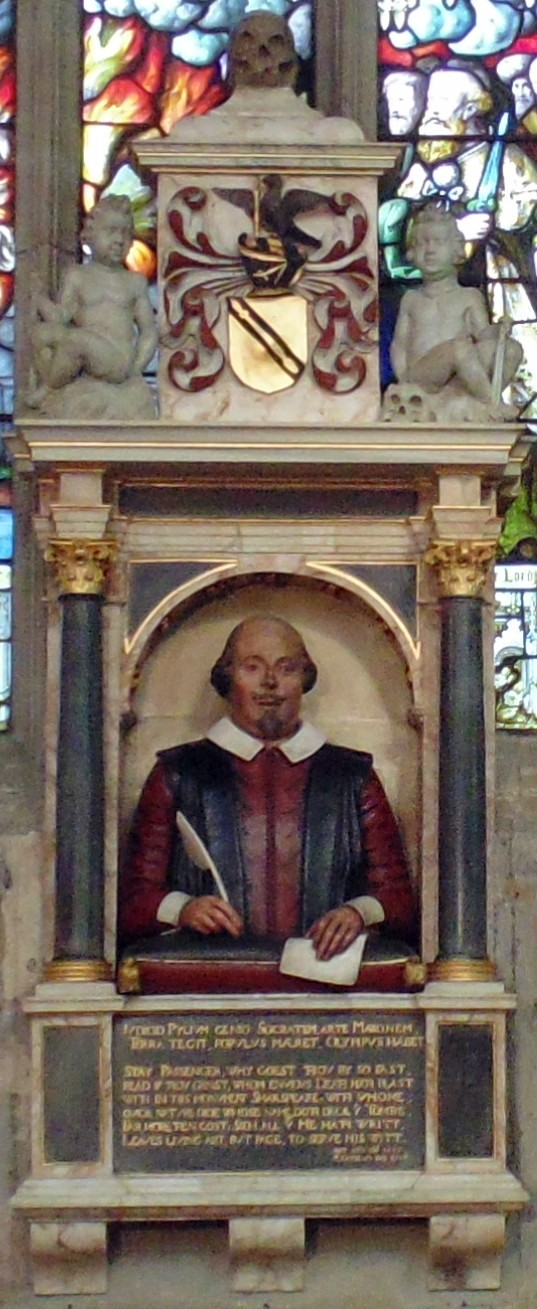
스트랫퍼드어폰에이번에 있는 셰익스피어의 장례 기념물

1606년에서 1607년을 전후하여 셰익스피어는 몇 편 안 되는 희곡을 썼으나 1613년 이후에는 그의 창작으로 볼 수 있는 작품이 하나도 없다. 마지막으로 쓴 희곡 세 편은 아마도 극작가인 존 플레처와 함께 창작한 것으로 보인다. 플레처는 셰익스피어의 뒤를 이어 왕의 수족을 위한 실내극을 창작하였다.
셰익스피어는 1616년 4월 23일에 아내와 두 딸을 남기고 세상을 떠났다. 맏딸 수재나는 내과의사 존 홀과 1607년에 결혼하였으며, 작은딸 주디스는 셰익스피어가 죽기 두 달 전에 포도주 제조 업자 토머스 퀴니와 결혼하였다. 수재나는 셰익스피어의 부동산을 물려받았는데, 유언장에 따르면 그녀는 그 재산을 온전히 보전하여 '그녀의 몸에서 낳은 첫 아들'에게 상속해야 했다. 둘째 사위 퀴니는 자식을 셋 두었으나 모두 결혼하지 못하고 세상을 떠났다. 홀의 외동딸인 엘리자베스도 두 차례 결혼하였지만 1670년에 자녀를 남기지 못한 채로 세상을 떠나면서 셰익스피어의 직계는 대가 끊기게 되었다. 셰익스피어는 유언에서 당시 법에 따라 재산의 3분의 1을 상속받을 권리가 있었을 아내 앤에 대해서는 거의 언급하지 않았다. 그는 다만 한 마디를 남겼는데, 그것은 자신이 그녀에게 "나의 두 번째 좋은 침대"를 물려준다는 것이었다. 셰익스피어가 언급한 침대가 무엇인지에 대해서는 여러 추측이 난립하였다. 일부 학자는 그 침대가 실제 물건이 아니라 앤에게 모욕을 주려고 한 말이라고 보는 반면에, 다른 학자들은 진짜 그런 침대가 있었고, 의미 있는 유산이었으리라고 믿는다.

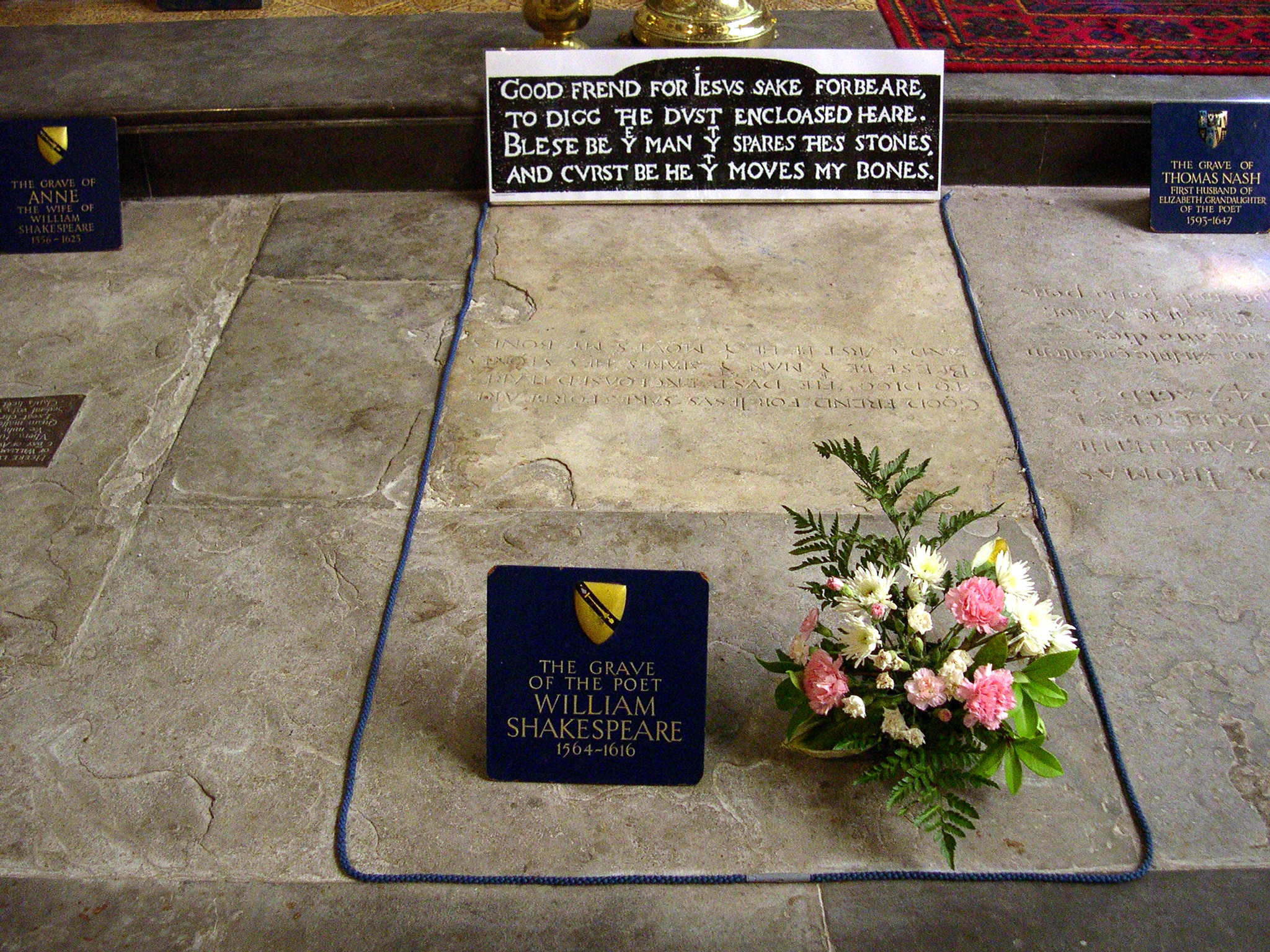
셰익스피어의 무덤

셰익스피어는 고향의 성 트리니티 교회(Holy Trinity Church)에 안장되었다. 그의 흉상 아래에는 이런 글귀가 새겨져 있다.
"판단은 네스터와 같고, 천재는 소크라테스와 같고, 예술은 버질과 같은 사람. 대지는 그를 덮고, 사람들은 통곡하고, 올림포스는 그를 소유한다."

## 작품 세계
셰익스피어는 각본을 총 36편, 14행시(소네트)를 총 154편 썼다.
셰익스피어 희곡 전집은 1623년 극단 동료의 손을 거쳐 세상에 나왔다. 셰익스피어는 생전에 이미 최대의 찬사를 받았고, 죽은 후에도 계속 숭앙의 대상이 되어 거의 신격화되었다. 비평가 토머스 칼라일이 "영국은 언젠가 인도를 잃을 것이다. 그러나 셰익스피어는 절대 사라지지 않을 것이다."라고 말할 정도로 위대한 인류의 유산이었다. 그는 '온화한 셰익스피어'라고 불리었지만, 인간에 대한 통찰력만큼은 그 누구에도 비할 수 없으며, 근대 영어의 잠재력을 끌어내어 시극미(時劇美)의 최고를 창조하였다라고 평가받는다.

### 희곡
르네상스 시대 대표적인 영국 극작가인 셰익스피어는 사극, 희극, 비극, 희비극 등 연극의 모든 장르를 섭렵하였고, 당대 각계각층을 포괄하는 광범위한 관객층에 대한 호소력으로 크리스토퍼 말로, 벤 존슨, 존 웹스터 등 동시대 탁월한 극작가를 뛰어넘는 성취를 이루었다.

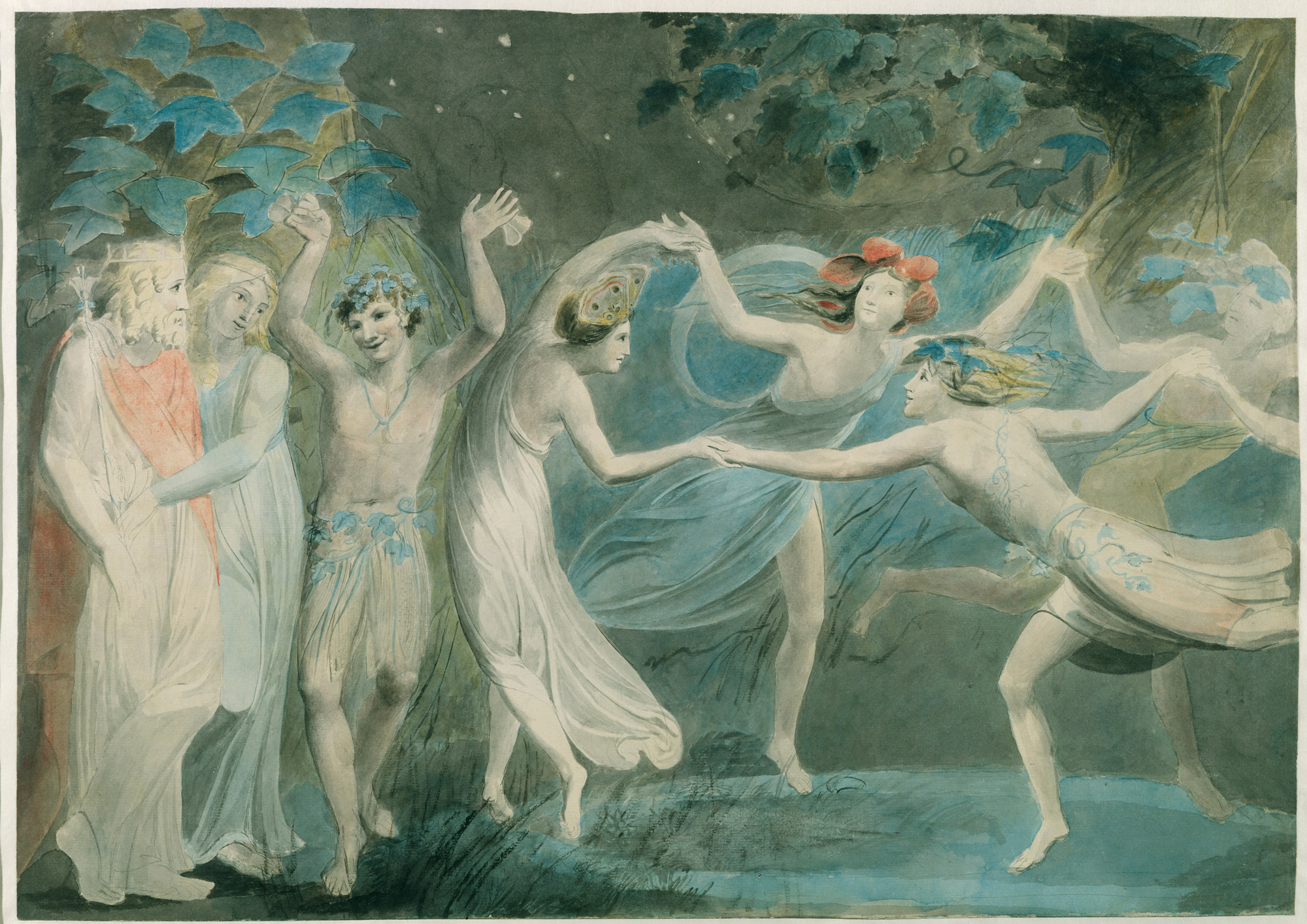
"요정과 함께 춤을 추는 오베론, 티타니아, 퍽",
윌리엄 블레이크 그림, c. 1786. Tate Britain.

#### 인물
특히 유럽 본토에 비해 다소 늦게 시작된 영국 문예부흥과 종교개혁의 교차적 흐름 속에서 그가 그려낸 비극적 인물들은 인간 해방이라는 르네상스 인문주의 사상의 가장 심오한 극적 구현으로 간주된다. 1580년대 말로의 주인공들이 중세적 가치에 거침없이 도전하는 상승적 에너지의 영웅적 면모를 구현하고 있고, 1610년대 웹스터의 주인공들이 인문주의적 가치의 이면에 놓인 어두운 본능의 세계에 함몰되는 추락의 인간상을 대변한다면, 1590∼1600년대에 등장한 셰익스피어의 주인공들은 중세적 속박과 르네상스적 해방이 가장 치열하게 맞부딪히는 과도기의 산물로서 그러한 상승과 추락의 변증법을 극명하게 체현하고 있다.
셰익스피어 극은 인간관계에서 생겨나는 문제를 가장 밑바닥에 깔고 있다. 셰익스피어에게 인간에 대한 흥미와 호기심이 없었다면 그의 극이 이처럼 재미있을 수는 없을 것이다. 더욱이 셰익스피어의 인물들은 시대적 한계를 뛰어넘는 존재들이다. 무엇보다 셰익스피어가 초시대성을 획득하는 극소수의 작가 반열에 드는 것은 특정한 시대정신의 명징한 관념적 표상이 아니라 무한한 모순의 복합체로서의 인간을 그려내고 있기 때문이다. 조화롭게 통합된 존재가 아니라 분열적으로 모순된 존재로서의 인간에 대한 치열한 인식이 르네상스 이후 오늘날에 이르기까지 서구 문화와 문예를 혁신하는 원동력이었다면, 그러한 인식의 비등점을 이룬 낭만주의, 모더니즘, 실존주의, 포스트모더니즘 시대에 셰익스피어의 작품들이 활발히 탐구되고 공연되었다는 사실은 그것이 박제된 고전이 아니라 살아 있는 고전임을 여실히 말해주는 것이라 하겠다.

#### 표현[17]

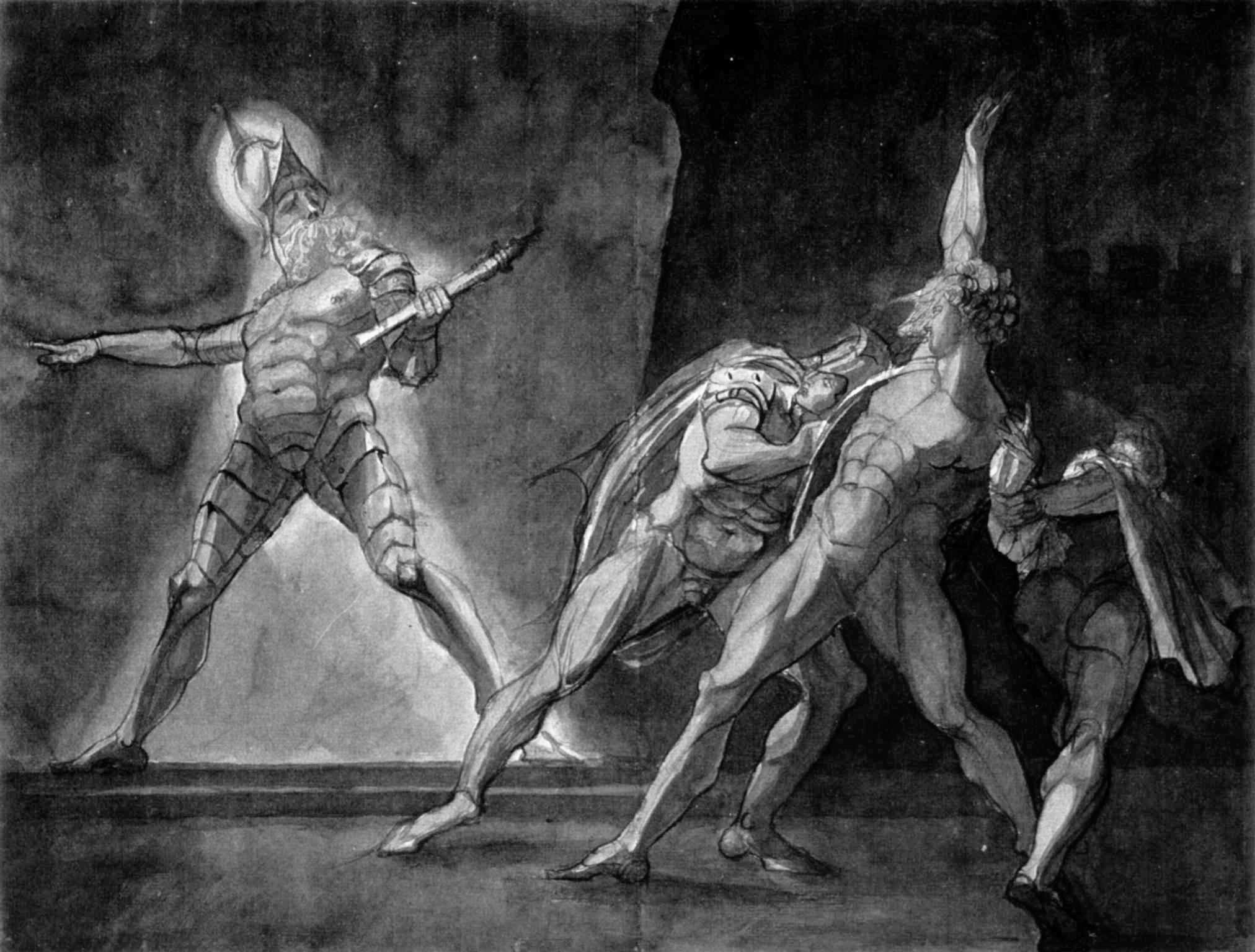
"햄릿, 호라티오, 마르셀루스, 햄릿 아버지의 유령",
헨리 퓨슬리, 1780–5.

셰익스피어의 탁월함은 그의 문학적, 연극적 상상력과 감칠맛 나는 표현력에서도 드러난다. 셰익스피어는 자신이 속한 극장의 구조를 십분 활용하면서 구조의 제약을 뛰어넘는 무한한 상상력을 발휘하여 관객과 독자를 매혹한다. 같은 이야기 소재라도 셰익스피어의 손에 들어가면 모든 이의 정서에 공감을 줄 수 있는 보편성을 갖게 된다.
셰익스피어의 작품에는 시공을 초월하여 거의 모든 삶의 영역을 탐구해 볼 수 있는 요소들이 들어 있다. 심지어 현대의 경영학자들이나 정치가들에게도 셰익스피어는 훌륭한 길잡이가 되어 준다. 또한 ‘사느냐 죽느냐 그것이 문제로다’라는 햄릿의 유명한 대사처럼 셰익스피어는 감히 어느 누구도 흉내 낼 수 없는 숱한 명대사를 남겼다. 작품 속 표현 한 마디 한 마디가 관객들로 하여금 무릎을 치게 만들고, 교묘하고 신비로운 표현은 그 속에 인생의 진지한 성찰을 담고 있다. 오늘날 영어의 풍부한 표현력은 셰익스피어에게 큰 빚을 지고 있다고 해도 과언이 아니다. 셰익스피어의 작품을 통해 우리는 인생의 소중함을 깨닫게 되고, 그의 작품이 가져다 주는 문학적 향취에 취해 감탄하게 된다.
셰익스피어의 대사에는 운문과 산문이 혼재되어 있다. 절대 다수는 운문이지만 극적 필요에 따라 산문으로 대사를 쓰기도 했다.

#### 창작 시기에 따른 작품 구분
셰익스피어의 37편의 희곡 작품들은 상연 연대에 따라 대개 4기로 분류된다.

##### 제1기: 습작기
1기는 습작기(1590∼1594)로 이 기간 동안 주로 사극과 희극을 집필했다.
이 시기는 옛 작가의 모방과 자신의 것을 찾기 위한 모색의 과정이었다. 우선 <헨리 6세>의 3부작, <리처드 3세>의 사극과 병행하여 세네카풍 복수비극 <타이투스 안드로니쿠스>에서 출발하여 이 시기의 기조는 플라우투스풍의 <실수연발이>, 이탈리아 코믹풍의 <사랑의 헛수고>등 젊은 정열을 발산시키는 경쾌하고 밝은 희극의 세계에 있다. 전체적으로 고전극의 영향이나 말로, 릴리 등 선배의 영향을 받아 엇비슷한 것이 많으며 습작기의 영역에서 완전히 탈피했다고 보기는 어렵다. 마침 페스트의 대유행으로 인한 극장 폐쇄기(1592-94)와 겹쳐 <비너스와 아도니스>(1593), <루크리스의 능욕>(1594) 등 일련의 서사시를 발표, 극작가로서 대성하기 전에 시인으로서의 명성을 확립시킨 시기이기도 했다. 그러나 제1기말에서 제2기에 걸쳐서는 그린, 말로, 키드, 피일 등 선배의 죽음이 계속되고 릴리도 사실상 극작의 붓을 놓기 시작한 시기였으므로 라이벌이 없어진 셰익스피어는 행운의 극작가로서 자기 길을 걷게 된 셈이며, 초기 낭만비극의 걸작 <로미오와 줄리엣>은 바로 이 무렵에 탄생, 서정과 낭만성이 신인만이 갖는 청신함과 함께 곁들여져 있는 작품으로 천재 극작가로서의 편린이 엿보이기 시작했다.

##### 제2기: 성장기
2기는 성장기(1595∼1600)로 전기(前期)의 희극세계가 더욱 확대되었다. 1595년 《한여름 밤의 꿈》이라는 낭만 희극을 상연하여 호평을 받으면서 습작기를 벗어나게 된다. 이 기간 동안 《한여름 밤의 꿈》, 《뜻대로 하세요》, 《12야》 등과 《베니스의 상인》 등 로 목가적 분위기나 희비극적 요소가 가민된 낭만희극의 걸작이 속출하는 한편, 《헨리 4세》 1부와 2부 같은 역사극과 《줄리어스 시저》라는 로마극이 상연되었으며, 본격적인 비극으로는 첫 작품인 《로미오와 줄리엣》이 상연되었다. 이를 통해 비극과 희극과 사극이라는 모든 장르에 탁월한 극작가로서 명성을 쌓게 된다. <햄릿>의 싹이 엿보이는 <리처드 2세>나 폴스타프의 개성창조, 극작술의 진보와 함께 셰익스피어의 재능이 훌륭하게 개화하여 인기 독점의 시대에 이른다. 인간적 관찰의 눈이 뚜렷해지고 기법이 숙련되어 당시의 극단에서 뛰어난 존재가 되었다. 이 시기의 그의 희극은 낭만적 희극의 극치를 보여주었다. 화려한 낭만이 온화한 해학에 감싸여 아름다운 언어로써 독특한 세계를 형성한다.

##### 제3기: 원숙기
제3기는 원숙기(1601∼1607)다. 희극의 계통으로서는 <윈저의 쾌활한 아낙네들>(폴스타프에 마음이 흡족해진 여왕의 요청으로 <사랑하는 폴스타프>를 테마로 한 것)을 제외하고는 전기(前期)까지 발랄함이 자취를 감추고 '다크 코미디(어두운 희극)'라고 불리는 문제 희극 3편, 즉 <트로일러스와 크레시다>('비극'으로 분류하기도 한다) <끝이 좋으면 다 좋지> <이척보척(以尺報尺)>밖에 없으며 '로마극'이라고도 하는 <줄리어스 시저> <안토니오와 클레오파트라> <코리올레이너스> 등 위대한 비극을 집중적으로 창작하던 시대다. 여기서 보여주는 심각함과 비극으로서 장대함은 일찍이 보지 못한 것이다. 이 시기에 쓴 희극도 끝은 행복하나 매우 음울하여 앞 시기 작품들과 좋은 대조를 이룬다.
제2기에서 제3기에의 이 커다란 변화는 양친의 죽음을 포함한 신변의 불행뿐만 아니라 여왕의 만년과 죽음을 둘러싼 사회정세의 불온, 정치·종교상의 혼란으로 인한 음모사건(예컨대 1601년에 있었던 에세크 백작의 반란과 처형) 등에도 원인이 있겠으나, 이러한 비극은 '개인'의 성격비극인 동시에 '국가'의 운명과도 관련이 있는 우주적 규모를 지닌 장대함으로까지 이르고 있다. 그리고 이 시기에는 채프먼, 마스턴 등 신진작가들의 대두와 벤 존슨의 눈부신 활약이 있기는 했으나, 그래도 그들의 추종을 불허할 만큼 셰익스피어의 창작력은 뛰어난 것이었다.
이 기간 중 4대 비극작품인 《햄릿》, 《오셀로》, 《리어 왕》, 《맥베스》가 상연되었다. 셰익스피어를 세계 문학사에서 불후의 명성을 지닌 작가로 만들어 준 것은 바로 제3기에 집필된 극작품들일 것이다. 이들 작품에서 셰익스피어는 깊은 인생 통찰을 보여주고 있음과 동시에 걸출한 등장인물들을 창조하고 있다. 《햄릿》에서는 우유부단한 주인공 햄릿을 통해 복수에 관련된 윤리성, 삶과 죽음의 문제, 정의와 불의의 문제를 조명하고 있다. 《오셀로》에서는 무어인 장군 오셀로와 베니스의 귀족 여성 데스데모나, 그들 사이에서 이간질을 일삼는 이아고의 이야기를 통해 사랑과 신뢰와 질투의 문제를, ≪리어왕≫에서는 리어왕과 그의 세 딸인 코델리어, 거네릴, 리건의 이야기를 통해 효와 불효, 말과 진실, 외양과 실재의 문제를, ≪맥베스≫에서는 야심에 찬 맥베스와 그의 아내가 자행하는 찬탈의 이야기를 통해 선과 악의 문제를 심도 있게 조명하고 있다. 로마 시대를 배경으로 한 비극 《안토니와 클레오파트라》가 상연된 것도 이 시기이다.

##### 제4기
제4기(1608∼1613)에 들어 셰익스피어는 비희극이란 새로운 장르를 시험하는데, 당시 희비극의 장르에서 인기가 절정이었던 보먼트와 플레처에게 자극을 받아 쓴 것이 <심벨린> <겨울밤 이야기> <태풍> 등 일련의 로맨스극이으로 이 시기 동안 대중들의 감상적인 기호에 부합하는 네 개의 비희극이 상연되었다. 집안의 이산(離散), 오랜 세월의 방랑을 거친 재회, 화해, 속죄를 테마로 하는 희비극의 세계는 파란으로 가득찬 20년 창작생활의 종막답게 폭풍 뒤의 고요와도 흡사한 안정된 기분으로 통일되고, 인생의 희비·명암의 전부를 보아온 작자의 달관된 심경마저 엿볼 수 있다. 원래 비극이어야 할 이야기가 그의 체념과 화해의 심정으로 말미암아 행복한 결과로 맺어졌으므로, 보통 로맨스라 불린다.
이 시기에 상연된 《폭풍우》는 셰익스피어의 달관된 인생관을 잘 보여주는 수작이다. 이 작품에서 주인공 프로스페로는 이제 연희는 끝났고, 지구의 삼라만상은 마침내 용해되어 흔적도 남기지 않고, 인간은 “꿈과 같은 물건이어서, 이 보잘것없는 인생은 잠으로 끝나는 것”(4막 1장)이라고 말하는데, 이는 무대에 대한 셰익스피어 자신의 고별사로 받아들여진다.
셰익스피어의 세계는 엘리자베스 왕조 연극의 다면성을 그대로 반영한 것이라고 하겠다. 그의 위대함은, 고전작가를 비롯하여 선배와 후배들의 여러 가지 요소를 흡수하면서, 뛰어난 재능과 정교한 극작술로써 모든 장르를 완성하고 동시에 자신의 독자적 세계를 창조했다는 점에 있다. 특히 르네상스적 인간상의 한 전형인 폴스타프의 활약으로 성공한 <헨리 4세>, <헨리 5세>에서의 사극과 희극의 융합, <리처드 2세>나 <로마극>에서의 사극과 비극의 융합은 각각 그린과 말로에게서 그 싹을 볼 수 있다고는 하나 다른 누구에게서도 달성될 수 없었던 영역이었다. 엘리자베스 왕조 연극의 위대한 완성자로서 영국 연극 뿐 아니라 세계 연극의 발전에 공헌한 공적은 이루 말할 수 없이 큰 것이라 하겠다.

### 시
1593년과 1594년에 페스트의 유행으로 극장들이 문을 닫게 되자 셰익스피어는 사랑을 주제로 삼은 두 권의 서사시를 출간했다. 《비너스와 아도니스》, 《루크레티아의 능욕》이 그것이다. 《비너스와 아도니스》에서 순수한 아도니스는 비너스의 성적인 접근을 거절한다. 반면에 《루크레티아의 능욕》에서는 덕있는 아내인 루크레티아가 호색한인 섹스투스 타르퀴니우스에 의해 강간을 당한다. 이 시들은 통제되지 않는 정욕 때문에 죄와 도덕적 혼란이 발생한다는 것을 보여주고 있다. 두 시 모두 인기를 얻었고 셰익스피어 생전에 재출간되곤 하였다.

### 소네트

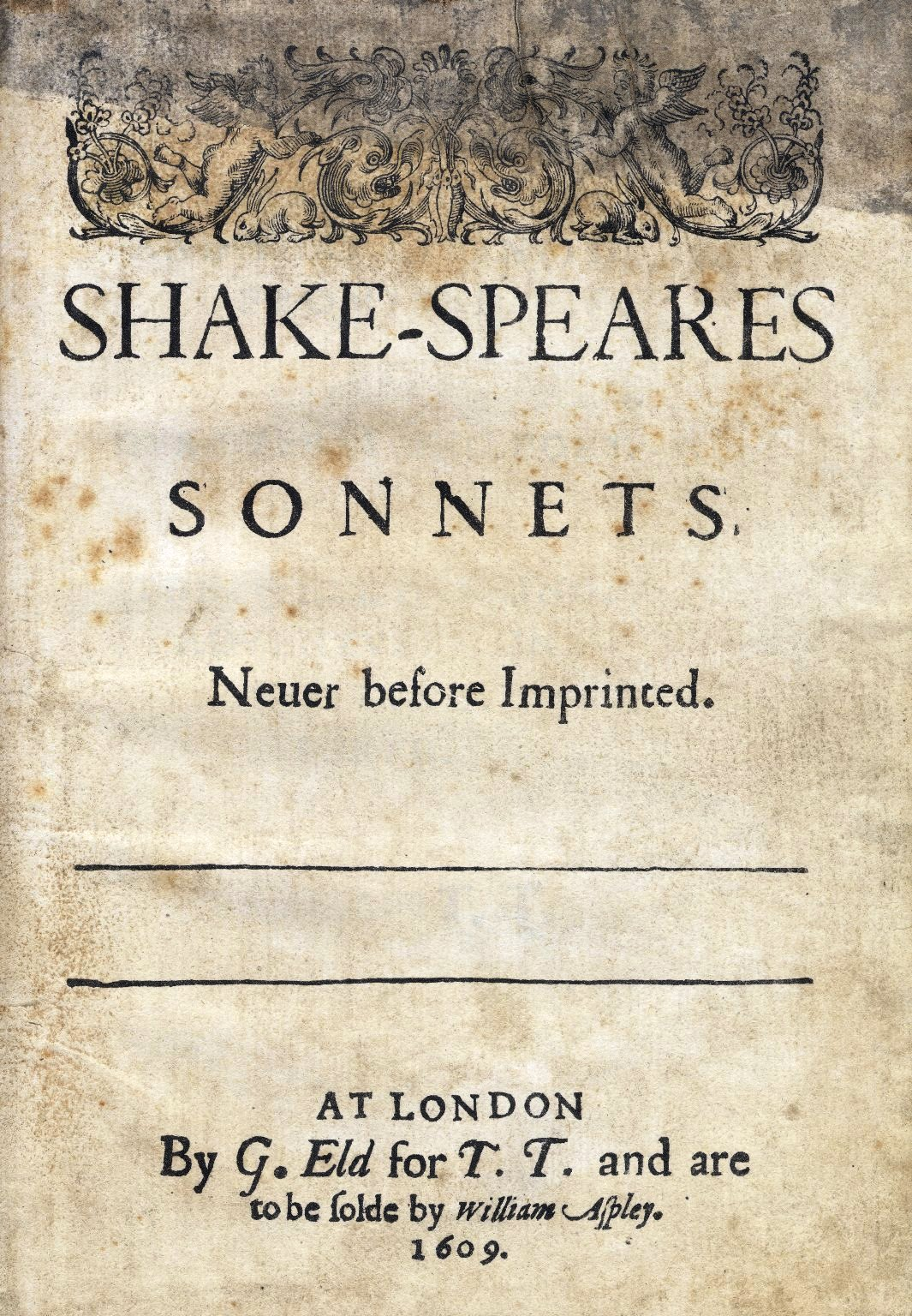
《셰익스피어 소네트》 1609년판 표지.

1609년에 출간된 《셰익스피어의 소네트》는 셰익스피어가 출판한 책 중에서 연극적이지 않은 작품을 담은 마지막 책이었다.

## 셰익스피어와 그의 시대
셰익스피어가 활동을 시작했던 16세기 후반의 잉글랜드는 한마디로 전환기였다. 어느 시대인들 전환기가 아닌 시대는 없겠지만, 이 기간은 겉으로 드러나는 역사적 사건들에서뿐만 아니라 그 밑에 흐르는 이념의 작동에서도 새로운 패러다임이 형성되던 분명한 전환기였다. 봉건 체제에서 근대국가 체제로의 전이, 엘리자베스 여왕의 통치와 유럽 열강으로의 편입, 상업주의의 부상, 다양한 문화 산업의 번성 등이 눈에 띄는 것이라면, 그 저변에 젠더에 대한 인식의 변화, 인종 문제의 부상, 사회의 유동화에 따른 계층의 와해조짐 등 이념적 변동 양상이 흐르고 있었다. 셰익스피어가 위대한 작가라는 것은 이러한 사회변동 양상을 선구자적으로 재현하고 있다는 점에서 그러하다.
엘리자베스 여왕이 지배하던 잉글랜드의 16세기 후반은 문예 부흥기일 뿐 아니라 국가적 부흥기였다. 동시에 사회의 제반 양상들이 요동치고 변화하는 전환기이자 변혁기이기도 했다. 성숙한 문학적 또는 문화적 분위기, 역동적인 사회가 던져주는 풍부한 소재들은 셰익스피어의 작품 곳곳에 녹아들었으며, 이를 통해 그의 작품들은 문학작품 이상의 사회와 역사에 대한 참고서 역할까지 하게 된다.
그가 극장가에서 두각을 나타낼 무렵에는 옥스퍼드나 케임브리지 출신의 극작가들이 많이 활동하였는데 이들 중 극작가 로버트 그린은 셰익스피어를 향한 질투심에서 그의 학식이 낮은 사실을 이용하여 "라틴어는 조금밖에 모르고 그리스어는 더욱 모르는 촌놈이 극장가를 뒤흔든다"고 은근히 비꼬았다. 그러나 후대인들은 그들을 '대학 출신 재간꾼(University Wits)' 정도로 부르는 데 반해 셰익스피어는 '대가(Master)'라고 불러 위대한 예술적 정신에 대한 예우를 하고 있다.
셰익스피어가 위대한 작가로 추앙받게 된 데에는 운 좋게도 문학적 자양분을 풍부하게 제공하는 시대에 태어났다는 점도 한몫 한다.

## 셰익스피어에 관한 견해

### 저작자 논란
37개 작품 전부를 과연 대학 교육도 받지 않은 장갑제조업자 아들 셰익스피어가 혼자 집필했을까 하는 의문이 끊임없이 제기되어 왔다. 어떤 학자는 철학자이며 정치가인 프랜시스 베이컨이 셰익스피어 작품의 실제 저자라고 추정하기도 하고, 에식스 백작 또는 옥스퍼드 백작이 실제 저자라고 추정하기도 한다. 그러나 이러한 추측에는 아무런 근거가 없다. 셰익스피어는 대학을 다니지 않았지만 자연과 인간의 실제 삶에서 모든 것을 배웠다.

다음 새뮤얼 존슨 논평은 아마 셰익스피어를 가장 적절하게 평가하는 글일 것이다.
| “ | 보편적인 자연을 올바르게 재현하는 것 외에는 아무것도 많은 사람들을 오래도록 즐겁게 할 수 없다. …셰익스피어는 어느 작가보다도 자연의 시인이다. 즉 그는 독자들에게 삶과 세태의 모습을 충실히 비추어주는 거울을 들어 보이는 시인이다. 그의 등장인물들은… 공통의 인간 본성을 지닌 인류의 진정한 자손들이며… 그가 그린 인물들은 모든 사람의 마음을 움직이고 삶의 전 체계를 움직이게 하는 보편적인 감정과 원칙에 따라 말하고 행동한다. 다른 작가의 작품에 등장하는 인물들이 개별적 인간이라면 셰익스피어 작품에 등장하는 인물들은 일반적으로 하나의 종(種)이다. | ” |

### 셰익스피어 기독교관
윌리엄 셰익스피어가 살았던 시기는 엘리자베스 1세때로 제네바 성경을 사용하던 시기였다.  그는 소네트 26번에서 "나의 사랑하는 주님 (Lord my Love)"이라는 표현을 사용하였고, 이 뜻은 그당시 종교적인 표현으로 사용한 것으로 추정한다. 햄릿에서 카인과 아벨 내용과 흡사한 구성, 즉 클라우디우스 왕이 동생 아벨을 죽인 카인을 떠오르게 한다.  햄릿은 그의 아버지에 대한 복수가 과연 정당한지를 깊이 고민하는 선한 양심의 문제를 부각해 죄짓는 것에 대한 신의 심판이 있음을 암시하는 내용을 기본 지식으로 내포한다.

## 작품 인용
셰익스피어는 《뜻대로 하세요》 2막 7장에서 제이퀴즈 입을 통해 우리 인생을 다음 7단계로 구분한다. 
| “ | 세상은 무대요, 온갖 남녀는 배우. 각자 퇴장도 하고 등장도 하며 주어진 시간에 각자는 자신의 역을 하는 7막 연극이죠. 첫째는 아기 장면. 유모의 팔에 안겨 울며 침을 흘리죠. 다음은 킹킹대며 우는 학동. 가방을 메고 아침에 세수해서 반짝이는 얼굴로 달팽이처럼 싫어하며 학교로 기어 들어가죠. 다음은 애인. 용광로처럼 한숨지으며 연인의 눈썹을 찬미하여 바치는 슬픈 노래를 짓고…(중략) 이상하고 파란 많은 역사에 종지부를 찍는 마지막 장면은 제2의 소년기인데, 망각만이 있을 뿐. 이빨도, 시력도, 맛도 아무것도 없는 마지막 장이죠. | ” |

## 작품 목록

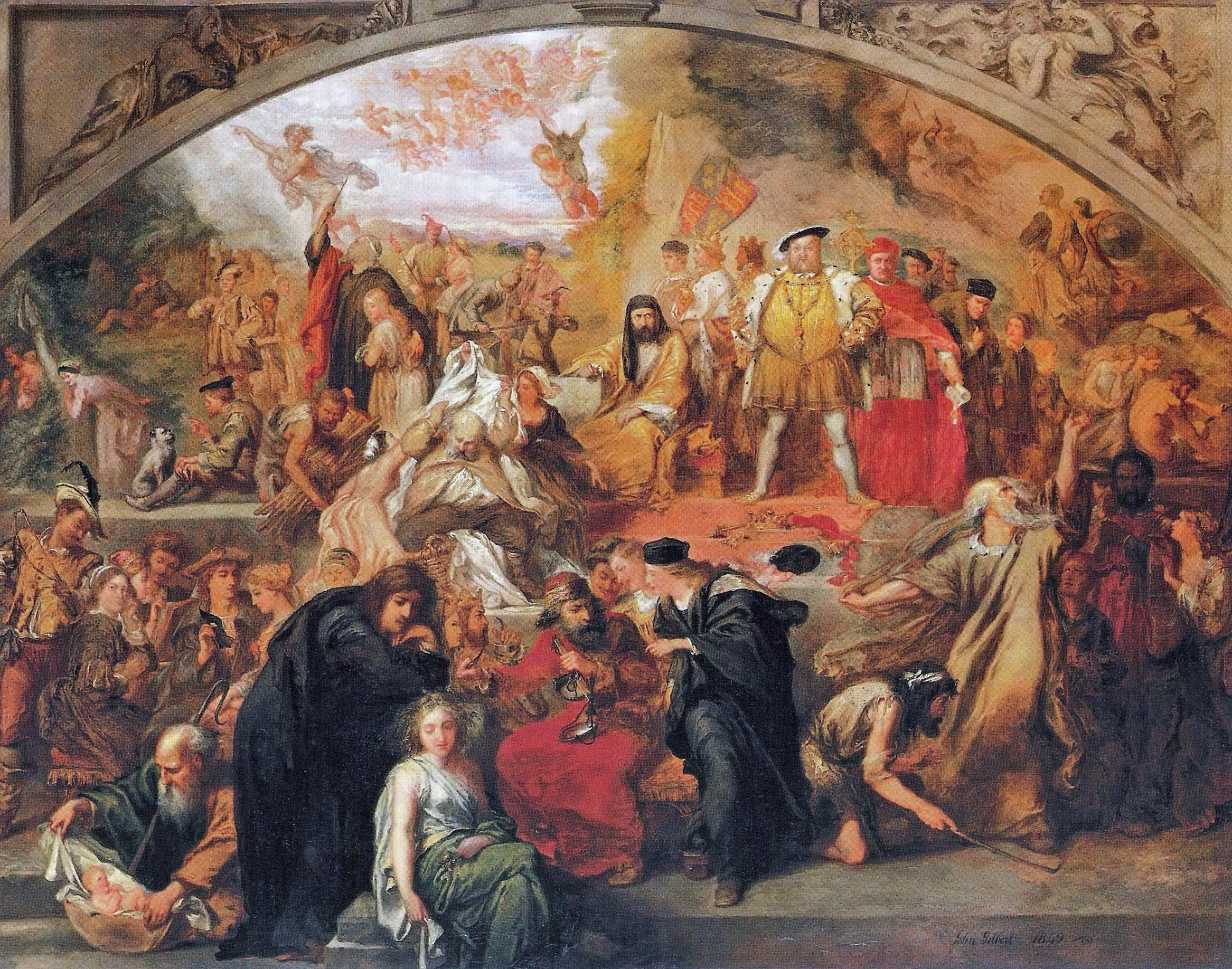
존 길버트경이 그린 "윌리엄 셰익스피어의 연극", 1849.

셰익스피어 희곡 중에서 셰익스피어가 살아있을 때 출판한 것은 19편 정도이고, 1623년에 작품집을 간행했다. 이 전집은 이절판(folio) 대형판이다. 1623년 출판한 셰익스피어 작품집에는 희곡이 서른여섯 편 있다. 작품집에 든 희곡은 희극, 사극, 비극으로 분류해 있다.
| 희극 - 《끝이 좋으면 다 좋아》 - 《뜻대로 하세요》 - 《실수연발》 - 《사랑의 헛수고》 - 《자에는 자로》 - 《베니스의 상인》 - 《윈저의 즐거운 아낙네들》 - 《한여름 밤의 꿈》 - 《헛소동》 - 《페리클레스》 - 《말괄량이 길들이기》 - 《템페스트》 - 《십이야》 - 《베로나의 두 신사》 - 《두 귀족 사촌 형제》 - 《겨울 이야기》 | 사극 - 《존 왕》 - 《리처드 2세》 - 《헨리 4세 1부》 - 《헨리 4세 2부》 - 《헨리 5세》 - 《헨리 6세 1부》 - 《헨리 6세 2부》 - 《헨리 6세 3부》 - 《리처드 3세》 - 《헨리 8세》 | 비극 - 《로미오와 줄리엣》 - 《코리올레이너스》 - 《타이터스 앤드로니커스》 - 《아테네의 타이먼》 - 《줄리어스 시저》 - 《맥베스》 - 《햄릿》 - 《트로일러스와 크레시다》 - 《리어 왕》 - 《오셀로》 - 《안토니와 클레오파트라》 - 《심벌린》 |

| 시 - 《셰익스피어의 소네트》 - 《비너스와 아도니스》 - 《루크리스의 능욕》 - 《정열의 순례자》 - 《불사조와 산비둘기》 - 《연인의 불만》 | 소실된 작품 - 《사랑의 결실》 - 《카르데니오》 | 셰익스피어의 작품으로 추정되는 희곡들 - 《페버샴의 아덴》 - 《메를린 출신》 - 《로크린》 - 《런던의 탕자》 - 《청교도》 - 《두 번째 비극》 - 《올드케슬의 존 경》 - 《토머스 크롬웰》 - 《요크셔의 비극》 - 《에드워드 3세》 - 《토머스 모어》 |

## 셰익스피어를 연기한 배우들

### 영화
- 조지프 파인스 - 1998년 《셰익스피어 인 러브》
- 레이프 스폴 - 2011년 《위대한 비밀》

### 텔레비전 드라마
- 루퍼트 그레이브스 - 2005년 《부끄러움의 낭비》(A Waste of Shame)
- 딘 레녹스 켈리 - 2007년 《닥터 후》 3기 2화 〈셰익스피어 코드〉
- 데이비드 미첼 - 2016년 《업스타트 크로》(Upstart Crow)
- 로리 데이비드슨 - 2017년 《윌》(Will)
- 리스 시어스미스(Reece Shearsmith) - 2019년 《멋진 징조들》

## 주해
1. ↑  셰익스피어의 정확한 탄생일은 알 수 없으며, 이 날짜는 세례일이다. 날짜는 율리우스력에 의한 것이다. 셰익스피어가 살던 시기에 잉글랜드에서는 율리우스력을 사용하였다.
2. ↑  자치적이고 독립적인 지역 성공회 교회를 일컫는 말이다.
3. ↑  당시 극단들은 유력자를 명목상의 후원자로 하여 그 명칭을 극단에 붙이는 것이 관례였다.

## 참고 자료
- 본 문서에는 지식을만드는지식에서 CC-BY-SA 3.0으로 배포한 책 소개글을 기초로 작성된 내용이 포함되어 있습니다.
- 강태경 (2009년 2월 16일). 《타이터스 앤드로니커스》. 지식을 만드는 지식
- 김미예 (2008년 12월 3일). 《오셀로》. 지식을 만드는 지식.
- 김용태 (2008년 5월 5일). 《한여름 밤의 꿈》. 지식을 만드는 지식.
- 김종환 (2007년 12월 4일). 《베니스의 상인》. 지식을 만드는 지식.
- Ackroyd, Peter (2006), Shakespeare: The Biography, London: Vintage, ISBN 074938655X .
- Adams, Joseph Quincy (1923), A Life of William Shakespeare, Boston: Houghton Mifflin, OCLC 1935264 .
- Baer, Daniel (2007), The Unquenchable Fire, Xulon Press, ISBN 16047732789781604773279 .
- Baldwin, T. W. (1944), William Shakspere's Small Latine & Lesse Greek, 1, Urbana, Ill: University of Illinois Press, OCLC * 359037 .
- Barber, C. L. (1964), Shakespearian Comedy in the Comedy of Errors, England: College English 25.7 .
- Bate, Jonathan (2008), The Soul of the Age, London: Penguin, ISBN 978-0-670-91482-1 .
- Bentley, G. E. (1961), Shakespeare: A Biographical Handbook, New Haven: Yale University Press, OCLC 356416 .
- Berry, Ralph (2005), Changing Styles in Shakespeare, London: Routledge, ISBN 0-415-35316-5 .
- Bertolini, John Anthony (1993), Shaw and Other Playwrights, Pennsylvania: Pennsylvania State University Press, ISBN * 027100908X .
- Bevington, David (2002), Shakespeare, Oxford: Blackwell, ISBN 0-631-22719-9 .
- Bloom, Harold (1999), Shakespeare: The Invention of the Human, New York: Riverhead Books, ISBN 1-57322-751-X .
- Boas, F. S. (1896), Shakspere and His Predecessors, New York: Charles Scribner's Sons .
- Bowers, Fredson (1955), On Editing Shakespeare and the Elizabethan Dramatists, Philadelphia: University of Pennsylvania Press, OCLC 2993883 .
- Boyce, Charles (1996), Dictionary of Shakespeare, Ware, Herts, UK: Wordsworth, ISBN 1-85326-372-9 .

Bradford, Gamaliel Jr. (February 1910), "The History of Cardenio by Mr. Fletcher and Shakespeare", Modern Language Notes 25 (2) .
- Bradley, A. C. (1991), Shakespearean Tragedy: Lectures on Hamlet, Othello, King Lear and Macbeth, London: Penguin, ISBN 0-14-053019-3 .
- Brooke, Nicholas (1998), "Introduction", in Shakespeare, William; Brooke, Nicholas (ed.), The Tragedy of Macbeth, Oxford: Oxford University Press, ISBN 0-19-283417-7 .
- Bryant, John (1998), "Moby Dick as Revolution", in Levine, Robert Steven, The Cambridge Companion to Herman Melville, Cambridge: Cambridge University Press, ISBN 0-521-55571-X .
- Burns, Edward (2000), "Introduction", in Shakespeare, William; Burns, Edward (ed.), King Henry VI, Part 1, London: Arden Shakespeare, Thomson, ISBN 1-903436-43-5 .
- Carlyle, Thomas (1907), Adams, John Chester, ed., On Heroes, Hero-worship, and the Heroic in History, Boston: Houghton, Mifflin and Company, OCLC 643782 .
- Casey, Charles (Fall 1998), "Was Shakespeare gay? Sonnet 20 and the politics of pedagogy", College Literature 25 (3), http://www.findarticles.com/p/articles/mi_qa3709/is_199810/ai_n8827074 보관됨 2007-05-16 - 웨이백 머신, retrieved 2 May 2007 .
- Chambers, E. K. (1923), The Elizabethan Stage, 2, Oxford: Clarendon Press, OCLC 336379 .
- Chambers, E. K. (1944), Shakespearean Gleanings, Oxford: Oxford University Press, OCLC 2364570 .
- Chambers, E. K. (1930), William Shakespeare: A Study of Facts and Problems, 2 vols., Oxford: Clarendon Press, OCLC 353406 .
- Cheney, Patrick Gerard (2004), The Cambridge Companion to Christopher Marlowe, Cambridge: Cambridge University Press, ISBN 0-521-52734-1 .
- Clemen, Wolfgang (2005a), Shakespeare's Dramatic Art: Collected Essays, New York: Routledge, ISBN 0-415-35278-9 .
- Clemen, Wolfgang (2005b), Shakespeare's Imagery, London: Routledge, ISBN 0-415-35280-0 .
- Clemen, Wolfgang (1987), Shakespeare's Soliloquies, London: Routledge, ISBN 0-415-35277-0 .
- Cooper, Tarnya (2006), Searching for Shakespeare, National Portrait Gallery and Yale Center for British Art: Yale University Press, ISBN 978-0-300-11611-3 .
- Craig, Leon Harold (2003), Of Philosophers and Kings: Political Philosophy in Shakespeare's "Macbeth" and "King Lear", Toronto: University of Toronto Press, ISBN 0-8020-8605-5 .
- Cressy, David (1975), Education in Tudor and Stuart England, New York: St Martin's Press, OCLC 2148260 .
- Crystal, David (2001), The Cambridge Encyclopedia of the English Language, Cambridge: Cambridge University Press, ISBN 0-521-40179-8 .
- Dillon, Janette (2007), The Cambridge Introduction to Shakespeare's Tragedies, Cambridge: Cambridge University Press, ISBN 0-521-85817-8 .
- Dobson, Michael (1992), The making of the national poet, Oxford, England: Oxford University Press, ISBN 978-0-19-818323-5 .
- Dominik, Mark (1988), Shakespeare–Middleton Collaborations, Beaverton, OR: Alioth Press, ISBN 0-945088-01-9 .
- Dowden, Edward (1881), Shakspere, New York: Appleton & Co., OCLC 8164385 .
- Drakakis, John (1985), Drakakis, John, ed., Alternative Shakespeares, New York: Meuthen, ISBN 0-416-36860-3 .
- Dryden, John (1889), Arnold, Thomas, ed., An Essay of Dramatic Poesy, Oxford: Clarendon Press, OCLC 7847292 .
- Dutton, Richard; Howard, Jean (2003), A Companion to Shakespeare's Works: The Histories, Oxford: Blackwell, ISBN 0-631-22633-8 .
- Edwards, Phillip (1958), "Shakespeare's Romances: 1900–1957", in Nicoll, Allardyce, Shakespeare Survey, 11, Cambridge: Cambridge University Press, OCLC 15880120 .
- Edwards, Philip; Ewbank, Inga-Stina; Hunter, G. K., eds. (2004), Shakespeare's Styles: Essays in Honour of Kenneth Muir, Cambridge: Cambridge University Press, ISBN 0-521-61694-8 .
- Eliot, T. S. (1934), Elizabethan Essays, London: Faber & Faber, OCLC 9738219 .
- Evans, G. Blakemore (1996), "Commentary", in Shakespeare, William; Evans, G. Blakemore (ed.), The Sonnets, Cambridge: Cambridge University Press, ISBN 0-521-22225-7 .
- Farley-Hills, David (1990), Shakespeare and the Rival Playwrights, 1600–06, London: Routledge, ISBN 0-415-04050-7 .
- Foakes, R. A. (1990), "Playhouses and Players", in Braunmuller, A.; Hattaway, Michael, The Cambridge Companion to English Renaissance Drama, Cambridge: Cambridge University Press, ISBN 0-521-38662-4 .
- Fort, J. A. (October 1927), "The Story Contained in the Second Series of Shakespeare's Sonnets", The Review of English Studies 3 (12) .
- Freehafer, John (May 1969), "'Cardenio', by Shakespeare and Fletcher", PMLA 84 (3) .
- Friedman, Michael D. (2006), "'I'm not a feminist director but...': Recent Feminist Productions of The Taming of the Shrew", in Nelsen, Paul; Schlueter, June, Acts of Criticism: Performance Matters in Shakespeare and his Contemporaries: Essays in Honor of James P. Lusardi, New Jersey: Fairleigh Dickinson University Press, ISBN 0-8386-4059-1 .
- Frye, Roland Mushat (2005), The Art of the Dramatist, London; New York: Routledge, ISBN 0-415-35289-4 .
- Gager, Valerie L. (1996), Shakespeare and Dickens: The Dynamics of Influence, Cambridge: Cambridge University Press, ISBN 0-521-45526-X .
- Gibbons, Brian (1980), Romeo and Juliet. The Arden Shakespeare Second Series, London: Thomson Learning, ISBN 978-1-903436-41-7 .
- Gibbons, Brian (1993), Shakespeare and Multiplicity, Cambridge: Cambridge University Press, ISBN 0-521-44406-3 .
- Gibson, H. N. (2005), The Shakespeare Claimants: A Critical Survey of the Four Principal Theories Concerning the Authorship of the Shakespearean Plays, London: Routledge, ISBN 0-415-35290-8 .
- Grady, Hugh (2001a), "Modernity, Modernism and Postmodernism in the Twentieth Century's Shakespeare", in Bristol, Michael; McLuskie, Kathleen, Shakespeare and Modern Theatre: The Performance of Modernity, New York: Routledge, ISBN 0-415-21984-1 .
- Grady, Hugh (2001b), "Shakespeare Criticism 1600–1900", in deGrazia, Margreta; Wells, Stanley, The Cambridge Companion to Shakespeare, Cambridge: Cambridge University Press, ISBN 0-521-65094-1 .
- Gray, Arthur (1926), A Chapter in the Early Life of Shakespeare, Cambridge: Cambridge University Press. Reissued by Cambridge University Press, 2009;, ISBN 978-1-108-00557-9 .
- Greenblatt, Stephen (2005), Will in the World: How Shakespeare Became Shakespeare, London: Pimlico, ISBN 0-7126-0098-1 .
- Greer, Germaine (1986), William Shakespeare, Oxford: Oxford University Press, ISBN 0-19-287538-8 .
- Halio, Jay (1998), Romeo and Juliet: A Guide to the Play, Westport: Greenwood Press, ISBN 0-313-30089-5
- Hansen, William (1983), Saxo Grammaticus & the Life of Hamlet, Lincoln: University of Nebraska Press, ISBN 0-8032-2318-8 .
- Hattaway, Michael (1990), "Introduction", in Shakespeare, William; Hattaway, Michael (ed.), The First Part of King Henry VI, Cambridge: Cambridge University Press, ISBN 0-521-29634-X .
- Hoeniger, F. D. (1963), "Introduction", in Shakespeare, William; Hoeniger, F. D. (ed.), Pericles, London: Arden Shakespeare, ISBN 0-17-443588-6l .
- Holland, Peter (2000), "Introduction", in Shakespeare, William; Holland, Peter (ed.), Cymbeline, London: Penguin, ISBN 0-14-071472-3 .
- Honan, Park (1998), Shakespeare: A Life, Oxford: Oxford University Press, ISBN 0-19-811792-2 .
- Honigmann, E. A. J. (1999), Shakespeare: The Lost Years (Revised ed.), Manchester: Manchester University Press, ISBN 0-7190-5425-7 .
- Hunter, Robert E. (1864), Shakespeare and Stratford-upon-Avon: A ‘Chronicle of the Time’, Whittaker. Reissued by Cambridge University Press, 2009;, ISBN 978-1-108-00162-5 .
- Jackson, MacDonald P. (2004), "A Lover's Complaint Revisited", in Zimmerman, Susan, Shakespeare Studies, Cranbury, NJ: * Associated University Press, ISBN 0-8386-4120-2 .
- Jackson, MacDonald P. (2003), Defining Shakespeare: Pericles as Test Case, Oxford: Oxford University Press, ISBN 0-19-926050-8 .
- Johnson, Samuel (2002), Lynch, Jack, ed., Samuel Johnson's Dictionary: Selections from the 1755 Work that Defined the English Language, Delray Beach, FL: Levenger Press, ISBN 1-84354-296-X .
- Jonson, Ben (1996), "To the memory of my beloued, The AVTHOR MR. WILLIAM SHAKESPEARE: AND what he hath left vs", in Shakespeare, William; Hinman, Peter W. (ed.); Blayney, The First Folio of Shakespeare (2nd ed.), New York: W. W. Norton & Company, ISBN 0-393-03985-4 .
- Kastan, David Scott (1999), Shakespeare After Theory, London: Routledge, ISBN 0-415-90112-X .
- Keeble, N.H. (1980), Romeo and Juliet: Study Notes, Longman: York Notes, ISBN 0-582-78101-9 .
- Kermode, Frank (2004), The Age of Shakespeare, London: Weidenfeld & Nicholson, ISBN 0-297-84881-X .
- Kolin, Philip C. (1985), Shakespeare and Southern Writers: A Study in Influence, Jackson: University Press of Mississippi, ISBN 0-87805-255-0 .
- Knutson, Roslyn (2001), Playing Companies and Commerce in Shakespeare's Time, Cambridge: Cambridge University Press, ISBN 0-521-77242-7 .
- Lambourne, Lionel (1999), Victorian Painting, London: Phaidon, ISBN 0-7148-3776-8 .
- Levenson, Jill L. (2000), "Introduction", in Shakespeare, William; Levenson, Jill L. (ed.), Romeo and Juliet, Oxford: Oxford University Press, ISBN 0-19-281496-6 .
- Levin, Harry (1986), "Critical Approaches to Shakespeare from 1660 to 1904", in Wells, Stanley, The Cambridge Companion to Shakespeare Studies, Cambridge: Cambridge University Press, ISBN 0-521-31841-6 .
- Love, Harold (2002), Attributing Authorship: An Introduction, Cambridge: Cambridge University Press, ISBN 0-521-78948-6 .
- Maguire, Laurie E. (1996), Shakespearean Suspect Texts: The "Bad" Quartos and Their Contexts, Cambridge: Cambridge University Press, ISBN 0-521-47364-0 .
- McAfee, Cleland Boyd (1912), The Greatest English Classic: A Study of the King James Version of the Bible and Its Influence on Life and Literature, New York .
- McDonald, Russ (2006), Shakespeare's Late Style, Cambridge: Cambridge University Press, ISBN 0-521-82068-5 .
- McIntyre, Ian (1999), Garrick, Harmondsworth, England: Allen Lane, ISBN 0-7139-9328-6 .
- McMichael, George; Glenn, Edgar M. (1962), Shakespeare and his Rivals: A Casebook on the Authorship Controversy, New York: Odyssey Press, OCLC 2113359 .
- McMullan, Gordon (2000), "Introduction", in Shakespeare, William; McMullan, Gordon (ed.), King Henry VIII, London: Arden Shakespeare, Thomson, ISBN 1-903436-25-7 .
- Meagher, John C. (2003), Pursuing Shakespeare's Dramaturgy: Some Contexts, Resources, and Strategies in his Playmaking, New Jersey: Fairleigh Dickinson University Press, ISBN 0-8386-3993-3 .
- Milward, Peter (1973), Shakespeare's Religious Background, Chicago: Loyola University Press, ISBN 08294050899780829405088 .
- Morris, Brian Robert (1968), Christopher Marlowe, New York: Hill and Wang, ISBN 0-8090-6780-3 .
- Muir, Kenneth (2005), Shakespeare's Tragic Sequence, London: Routledge, ISBN 0-415-35325-4 .
- Nagler, A. M. (1958), Shakespeare's Stage, New Haven, CT: Yale University Press, ISBN 0-300-02689-7 .
- Nolen, Stephanie (2002), Shakespeare's Face, Canada: Vintage Canada, ISBN 978-0-676-97484-3 .
- Paraisz, Júlia (2006), "The Nature of a Romantic Edition", in Holland, Peter, Shakespeare Survey, 59, Cambridge: Cambridge University Press, ISBN 0-521-86838-6 .
- Pequigney, Joseph (1985), Such Is My Love: A Study of Shakespeare's Sonnets, Chicago: University of Chicago Press, ISBN 0-226-65563-6 .
- Pollard, Alfred W. (1909), Shakespeare Quartos and Folios: A Study in the Bibliography of Shakespeare's Plays, 1594-1685, London: Methuen, OCLC 46308204 .
- Porter, Roy; Teich, Mikuláš (1988), Romanticism in National Context, Cambridge: Cambridge University Press, ISBN 0-521-33913-8 .
- Potter, Lois (1997), "Introduction", in Shakespeare, William; Potter, Lois (ed.), The Two Noble Kinsmen, London: Arden Shakespeare, Thomson, ISBN 1-904271-18-9 .
- Pritchard, Arnold (1979), Catholic Loyalism in Elizabethan England, Chapel Hill: University of North Carolina Press, ISBN 0-8078-1345-1 .
- Ramos, Péricles Eugênio da Silva (1976), Hamlet (translate to portuguese), São Paulo: Editora Abril
- Ribner, Irving (2005), The English History Play in the Age of Shakespeare, London: Routledge, ISBN 0-415-35314-9 .
- Ringler, William, Jr. (1997), "Shakespeare and His Actors: Some Remarks on King Lear", in Ogden, James; Arthur Hawley, In Lear from Study to Stage: Essays in Criticism, New Jersey: Fairleigh Dickinson University Press, ISBN 0-8386-3690-X .
- Rowe, John (2006), "Introduction", in Shakespeare, William; Rowe, John (ed.), The Poems: Venus and Adonis, The Rape of Lucrece, The Phoenix and the Turtle, The Passionate Pilgrim, A Lover's Complaint, by William Shakespeare (2nd revised ed.), Cambridge: Cambridge University Press, ISBN 0-521-85551-9 .
- Rowe, Nicholas (1709), Gray, Terry A., ed., Some Acount of the Life &c. of Mr. William Shakespear, Online at Mr. William Shakespeare and the Internet, 1997, https://web.archive.org/web/20080723160054/http://shakespeare.palomar.edu/ROWE.HTM, retrieved 30 July 2007 .
- Royle, Nicholas (2000), "To Be Announced", in Morra, Joanne; Robson, Mark; Smith, Marquard, The Limits of Death: Between Philosophy and Psychoanalysis, Manchester: Manchester University Press, ISBN 0-7190-5751-5 .
- Sawyer, Robert (2003), Victorian Appropriations of Shakespeare, New Jersey: Fairleigh Dickinson University Press, ISBN 0-8386-3970-4 .
- Schanzer, Ernest (1963), The Problem Plays of Shakespeare, London: Routledge and Kegan Paul, OCLC 2378165 .
- Schoch, Richard (2002), "Pictorial Shakespeare", in Wells, Stanley; Stanton, Sarah, The Cambridge Companion to Shakespeare on Stage, Cambridge: Cambridge University Press, ISBN 0-521-79711-X .
- Schoenbaum, Samuel (1991), Shakespeare's Lives, Oxford: Oxford University Press, ISBN 0-19-818618-5 .
- Schoenbaum, Samuel (1987), William Shakespeare: A Compact Documentary Life (Revised ed.), Oxford: Oxford University Press, ISBN 0-19-505161-0 .
- Schopenhauer, Arthur (1958), The World as Will and Representation (Volume I. E.F.J. ed.), Payne: Falcon Wing's Press .
- Shakespeare, William (1914), "Sonnet 18", in Craig, W. J., The Oxford Shakespeare: the Complete Works of William Shakespeare (Bartleby.com (2000) ed.), Oxford: Oxford University Press, http://www.bartleby.com/70/50018.html, retrieved 22 June 2007 .
- Shapiro, James (2005), 1599: A Year in the Life of William Shakespeare, London: Faber and Faber, ISBN 0-571-21480-0 .
- Snyder, Susan; Curren-Aquino, Deborah (2007), "Introduction", in Shakespeare, William; Snyder, Susan (ed.); Curren-Aquino, Deborah (ed.), The Winter's Tale, Cambridge: Cambridge University Press, ISBN 0-521-22158-7 .
- Steiner, George (1996), The Death of Tragedy, New Haven: Yale University Press, ISBN 0-300-06916-2 .
- Taylor, Dennis (2006), "Hardy and Hamlet", in Wilson, Keith, Thomas Hardy Reappraised: Essays in Honour of Michael Millgate, Toronto: University of Toronto Press, ISBN 0-8020-3955-3 .
- Taylor, Gary (1990), Reinventing Shakespeare: A Cultural History from the Restoration to the Present, London: Hogarth Press, ISBN 0-7012-0888-0 .
- Taylor, Gary (1987), William Shakespeare: A Textual Companion, Oxford: Oxford University Press, ISBN 0-19-812914-9 .

Tiramani, Jenny (2002), The Sanders Portrait, http://www.canadianshakespeares.ca: Retrieved on June 17th
- Vickers, Brian (2002), Shakespeare, Co-Author: A Historical Study of Five Collaborative Plays, Oxford: Oxford University Press, ISBN 0-19-925653-5 .
- Wain, John (1975), Samuel Johnson, New York: Viking, ISBN 0-670-61671-0 .
- Wells, Stanley; Taylor, Gary; Jowett, John et al., eds. (2005), The Oxford Shakespeare: The Complete Works (2nd ed.), Oxford: Oxford University Press, ISBN 0-19-926717-0 .
- Wells, Stanley (1997), Shakespeare: A Life in Drama, New York: W. W. Norton, ISBN 0-393-31562-2 .
- Wells, Stanley (2006), Shakespeare & Co, New York: Pantheon, ISBN 0-375-42494-6 .
- Wells, Stanley; Orlin, Lena Cowen, eds. (2003), Shakespeare: An Oxford Guide, Oxford: Oxford University Press, ISBN 0-19-924522-3 .
- Werner, Sarah (2001), Shakespeare and Feminist Performance, London: Routledge, ISBN 0-415-22729-1 .
- Wilson, Richard (2004), Secret Shakespeare: Studies in Theatre, Religion and Resistance, Manchester: Manchester University Press, ISBN 0-7190-7024-4 .
- Wood, Michael (2003), Shakespeare, New York: Basic Books, ISBN 0-465-09264-0 .
- Wright, George T. (2004), "The Play of Phrase and Line", in McDonald, Russ, Shakespeare: An Anthology of Criticism and Theory, 1945–2000, Oxford: Blackwell, ISBN 0-631-23488-8 .